# 第2歩兵師団 (アメリカ軍)
第2歩兵師団（だいにほへいしだん、2nd Infantry Division）は、アメリカ陸軍の師団の一つ。

## 沿革

### 第一次世界大戦
1917年にフランスで編成。第一次世界大戦においては陸軍部隊と海兵隊部隊との混成部隊だった。

### 第二次世界大戦

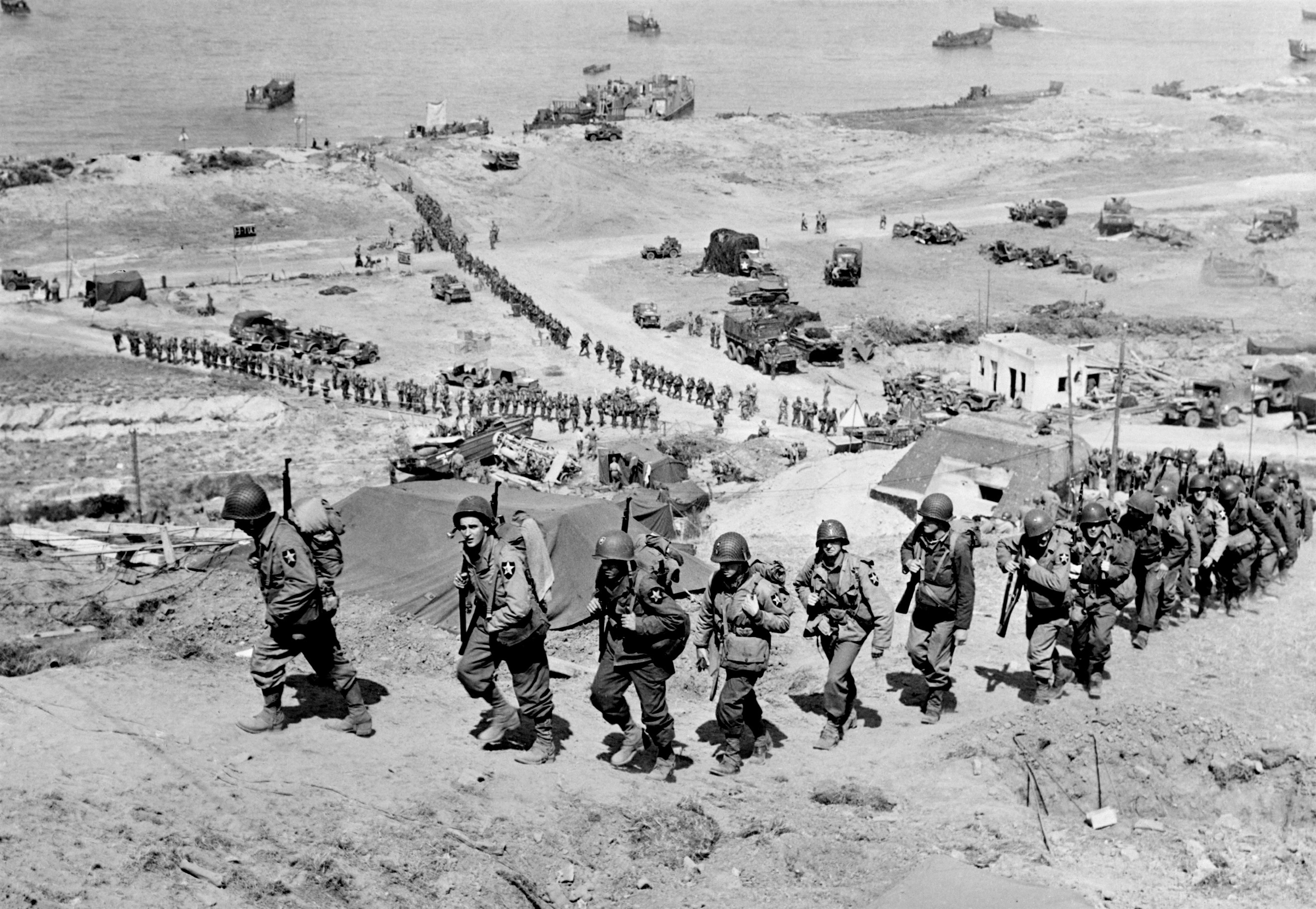
第2歩兵師団（オマハ・ビーチ）1944年6月7日

第二次世界大戦ではヨーロッパ戦線にて活動している。初めて実戦に参加したのは1944年6月7日、つまりD-デイ（D-Day）の翌日で、ノルマンディーのオマハ・ビーチに上陸した。以後、バルジの戦いなどに参加しており、1945年5月7日にはピルゼンを攻撃中だった。第9、第23、第38歩兵連隊を基幹として編成されていた。

### 朝鮮戦争
朝鮮戦争では、第9歩、第23、第38歩兵連隊を基幹として、アメリカ本土から来援し、1950年7月31日から8月19日までの間に朝鮮半島に上陸して、釜山橋頭堡の戦いに途中から加わった。先発の第9歩兵連隊は到着後ただちにアメリカ第24歩兵師団の指揮を受けて洛東江戦線に投入された。連隊は、既に川を渡河していた朝鮮人民軍第4歩兵師団と「クローバー高地」で交戦し、大損害を受けつつも、撃退に成功した。同じころ、同じ連隊の第3大隊は東海岸の浦項の南にある迎日飛行場の守備についた（浦項の戦い）。
8月の戦いが一段落したあと、第2師団は、第24師団の戦線を引き継いで洛東江防衛の任務についた。8月31日に朝鮮人民軍3個師団の攻撃を受けた第2師団は、一時的に敵の突破を許したが、アメリカ第1海兵師団の増援を受けて反撃し、9月9日までの戦闘で撃退した。

### 朝鮮半島
朝鮮戦争への参加以来北朝鮮からの侵攻即応部隊として韓国の軍事境界線付近に駐在しておりKATUSA（米陸軍韓国人増強兵）を含む。第2歩兵師団本部と隷下旅団2個は韓国、1個旅団は米国本土西海岸ワシントン州フォートルイス(シアトルから南)という状態が冷戦後の陸軍縮小により続いていた。在韓米軍の第8軍指揮下にある。

### モジュラーフォース改編
2003年3月に開始されたイラク戦争以降、米陸軍ではイラク及びアフガニスタン派遣部隊の隊容を整えつつも欧州や韓国から米国本土へ師団を帰還させ、かつ師団中心の編制から旅団中心の編制への改編が進められた。
このピーター・シューメーカー陸軍参謀総長下でのモジュラーフォース改編では従来、1個師団につき隷下戦闘旅団を従来の3個から1個を加えて4個へ増加する一方で、軍団隷下の砲兵旅団や対空旅団、各師団隷下の工兵旅団、師団支援集団、砲兵旅団を大きく改編し各師団隷下旅団へと工兵、支援、砲兵を隷属させ、自己完結して作戦を遂行する能力を与えるものである。この新たな旅団には大きく分けて3つの型があり、それぞれ重旅団戦闘団、歩兵旅団戦闘団、ストライカー旅団戦闘団と呼ばれる。
第2歩兵師団についてもピーター・シューメーカーの先代であるエリック・シンセキ陸軍参謀総長の時代のフォートルイスにおけるストライカー旅団導入に続き、この一連の変革の波とあわせていくつかの動きがあった。韓国の首都ソウルと南北軍事境界線との間の基地から移転し、ソウルから南の平澤へと移転する取り組みが予定されたがこれは延期された。2004年8月から駐留兵力を2個旅団戦闘団から1個旅団戦闘団へ削減し1個旅団戦闘団がイラク派遣後に米本土へ帰還した。またフォートルイスの第2旅団戦闘団は他旅団の部隊名称変更を待って第5旅団戦闘団より改称された。このころの師団兵力は約17000人でうち約10000人が韓国に駐留していた。

### さらなる削減
2012年にはフォートルイスの3個旅団戦闘団が第2歩兵師団の名称を残したまま再開隊された第7歩兵師団の傘下に移された。このため1個旅団戦闘団基幹の例外的に小さな編制の師団となっている。残る旅団戦闘団についても、第1旅団戦闘団については2015年7月1日をもって閉隊、その後は米本土からローテーションで1個旅団戦闘団を駐留させる計画である。まず第1騎兵師団第2旅団戦闘団がその任務に就いた。
2015年には韓国側呼称「韓米連合師団」として平時から合同の参謀組織を運営し韓国陸軍の1個旅団を戦時に第2師団と統合運用する試みを開始した。2016年から延期されていた平澤のキャンプ・ハンフリーへの移転集約が開始されている。

## 編制

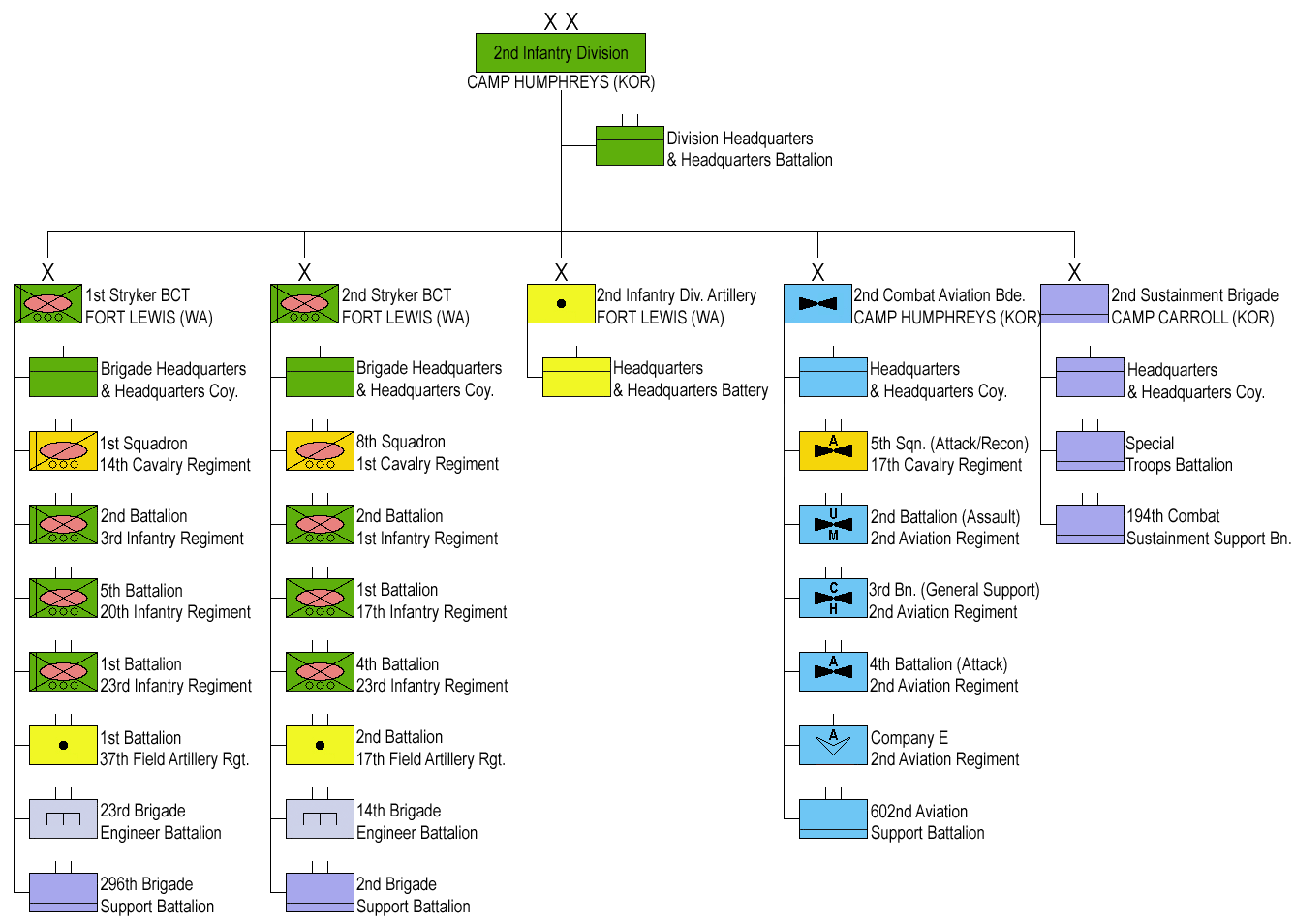
2021年時点の第2歩兵師団の編制図

第2歩兵師団は、他の師団に比べて非常に独特な組織となっている。大韓民国とワシントン州ルイス・マッコード統合基地に第2歩兵師団の名を冠する旅団が置かれている。そして第2歩兵師団の師団長は、維持旅団、戦闘航空旅団、第210野戦砲兵旅団、輪番制で配備される機甲旅団戦闘団などの大韓民国に駐留する部隊にのみ指揮権を有する。ルイス・マッコード統合基地に駐留する師団砲兵隊、2個ストライカー旅団戦闘団等は第7歩兵師団の指揮下にある。また、第2歩兵師団には、大韓民国との統合師団構想から大韓民国陸軍の機械化旅団を指揮下に置いている。
- 第16機械化旅団 (首都機械化歩兵師団 (韓国陸軍)) - 米韓の軍統合計画の一環として首都機械化歩兵師団から師団編制に組み込まれている。
  - 第19機甲大隊
  - 第136機械化歩兵大隊
  - 第137機械化歩兵大隊
- 第1ストライカー旅団戦闘団 "Ghost Brigade" ルイス・マッコード統合基地　(第7歩兵師団指揮下)
  -  司令部及び司令部中隊 (HHC)
  -  第14騎兵連隊第1大隊 (偵察・監視・標的補足 (RSTA))
  -  第3歩兵連隊第2大隊
  -  第20歩兵連隊第5大隊
  -  第23歩兵連隊第1大隊
  -  第37野戦砲兵連隊第1大隊
  -  第23旅団工兵大隊
  -  第296旅団支援大隊
- 第2ストライカー旅団戦闘団 "Lancer Brigade" ルイス・マッコード統合基地　(第7歩兵師団指揮下)
  -  司令部及び司令部中隊 (HHC)
  -  第1騎兵連隊第8大隊 (偵察・監視・標的補足 (RSTA))
  -  第1歩兵連隊第2大隊
  -  第17歩兵連隊第1大隊
  -  第23歩兵連隊第4大隊
  -  第17野戦砲兵連隊第2大隊
  -  第14旅団工兵大隊
  -  第2旅団支援大隊
- 第2師団砲兵隊 ルイス・マッコード統合基地　(第7歩兵師団指揮下)
  -  司令部及び司令部中隊
- 戦闘航空旅団 "Talon Brigade" 大韓民国ハンフリーズ基地
  -  司令部及び司令部中隊 "Warrior Knights"
  -  第2航空連隊第2大隊 (強襲) (UH-60) "Wild Card"
  -  第2航空連隊第3大隊 (全般支援) (CH-47D、UH-60) "Nightmare"
  -  第2航空連隊第4大隊 (突撃) (AH-64D) "Death Dealer"
  - 第2航空連隊E中隊
  -  第602航空支援大隊 "Warhorse"
  -  第6騎兵連隊第6大隊 (元々は、ニューヨーク州フォート・ドラムの第10山岳師団戦闘航空旅団の航空騎兵・偵察大隊)
- 第210野戦砲兵旅団 大韓民国キャンプ・ケイシー (第2歩兵師団から作戦指揮を受ける独立旅団)
  -  司令部及び司令部中隊
  -  第37野戦砲兵連隊第6大隊 (MLRS)
  -  第38野戦砲兵連隊第1大隊 (MLRS)
  -  第70旅団支援大隊
  - 国連軍 (朝鮮半島) (共同警備区域)
  -  第333野戦砲兵連隊F中隊 (標的補足)
  -  第579通信中隊
- 維持旅団 (旧第501維持旅団) 大韓民国ハンフリーズ基地 (在韓米軍全体に対して支援を提供)
  -  司令部及び司令部中隊
  -  特別任務大隊
  -  第194戦闘維持支援大隊 (旧第194整備大隊)
  -  第11工兵大隊
  -  第23CBRN大隊 (第2歩兵師団から作戦指揮を受ける独立大隊)
- 輪番制の機甲旅団戦闘団 (ABCT) ローテーションで第2歩兵師団の作戦指揮下に置かれる。2015年7月2日に第1機甲旅団戦闘団が解散して以来、9か月間のローテーションでアメリカから配備されている。